# Отнякіна-Бердник Ольга Миколаївна
Отнякіна-Бердник Ольга Миколаївна (23 березня 1962, м. Кам'янка, Черкаська область) — майстриня художньої кераміки. Заслужена майстриня народної творчості України (2009). Членкиня Національної спілки майстрів народного мистецтва України (2004).

## Життєпис
Народилася 23 березня 1962 року в містечку Кам‘янка Черкаської області в родині робітників, де знали й любили народне мистецтво, батько був художником-аматором. Ольга з дитячих літ пробувала свої сили в багатьох видах образотворчості.
1983 р. закінчила Київський державний інститут культури за спеціальністю «Бібліотекар-бібліограф». Працювала в методичному відділі Черкаської обласної універсальної наукової бібліотеки імені Тараса Шевченка,
Від 1987 виготовляє керамічні іграшки. У 1999—2004 рр. працювала майстринею виробничого навчання відділення художньої кераміки Черкаського вищого художньо-технічного училища. Від 2004 року — на творчій роботі.
Учасниця обласних, всеукраїнських, міжнародних художніх виставок від 1995. Персональні виставки — у Черкасах (2002, 2006, 2008, 2014, 2017, 2019, 2021), Кам'янці (2002, 2009, 2015, 2017, 2021), Києві (2006, 2009, 2012), Запоріжжі (2009), Донецьку, м. Іллічівськ (нині Чорноморськ) Одеська обл. (обидві — 2011), м. Переяслав-Хмельницький (нині Переяслав) Київська обл. (2018). Серед них персональні виставки в Державному музеї українського декоративно-прикладного мистецтва «Від Яйця-Райця…» (2006), Музеї театрального мистецтва, Черкаському художньому музеї («Дивовижні Звірі Передзим'я», 2017) та Черкаському обласному краєзнавчому музеї, Галереї народного мистецтва (Черкаси, 2014), де проводилися публічні майстер-класи з розпису.
Виставка «Дивовижні Звірі Передзим'я» (Черкаси, 2017), присвячена 30-річчю творчої діяльності майстрині, складалася з 52 графічних робіт та 42 керамічних іграшок. Це 15-та персональна виставка художниці, яка за 30 років створила майже 7 тисяч іграшок.
Учасниця багатьох фестивалів та фольклорних свят в Україні, Днів української культури в Польщі й Німеччині, де проводить майстер-класи з виготовлення та розпису керамічної іграшки. За ескізом майстрині було розписано величезного птаха, який демонструвався на параді вишиванок на Хрещатику в День Незалежності (2013).
Роботи художниці зберігаються в Національному музеї народної архітектури та побуту України (Київ), Національному історико-етнографічному заповіднику «Переяслав», Черкаському художньому та краєзнавчому музеях, Кам'янському державному історико-культурному заповіднику, Донецькому та Запорізькому обласних художніх музеях, Літературно-меморіальному музеї-квартирі П. Г. Тичини (Київ), Українському музеї Канади (філія в Альберті), музеї іграшки м. Берн (Швейцарія), приватних колекціях в Україні та в інших країнах світу.

## Творчість
Майстриня багато років плідно працює в керамиці, виготовляє іграшки-свистунці. В перших її роботах набули об′ємності фантастичні звірі української художниці Марії Примаченко. Поступово виник власний стиль, з′явилися серії образів: «Давні звірі», «Пташине весілля», «Леви наших лісів», «Коти на полюванні», «Пори року», «Від Яйця-Райця», «Городні звірі», «Стародавні загадки» та багато інших.
Творчості художниці притаманне заглиблення в давні легенди, перекази, вірування українців. Часто персонажами робіт стають герої українських казок і міфів, дитячих забавлянок і колисанок, стародавніх загадок. Керамічні іграшки майстриня виготовляє в знайденій нею манері — розписані фарбами з використанням народних мотивів.